# Linden (Obertrubach)
Linden ([ˈlɪndn̩] ) ist ein Gemeindeteil der Gemeinde Obertrubach im Landkreis Forchheim (Oberfranken, Bayern).

## Geografie
Das Dorf liegt im südlichen Randbereich der Wiesentalb etwa vier Kilometer nordwestlich von Obertrubach auf einer Höhe von 546 m ü. NHN.

## Geschichte
Bis zum Ende des 18. Jahrhunderts unterstand Linden der Landeshoheit des Hochstifts Bamberg. Die Dorf- und Gemeindeherrschaft übte dessen Vogteiamt Wolfsberg aus. Als das Hochstift Bamberg infolge des Reichsdeputationshauptschlusses 1802/03 säkularisiert und unter Bruch der Reichsverfassung vom Kurfürstentum Pfalz-Baiern annektiert wurde, wurde Linden Bestandteil der während der „napoleonischen Flurbereinigung“ in Besitz genommenen neubayerischen Gebiete.
Durch die Verwaltungsreformen zu Beginn des 19. Jahrhunderts im Königreich Bayern wurde Linden mit dem Zweiten Gemeindeedikt 1818 Bestandteil der Ruralgemeinde Geschwand. Im Zuge der Gebietsreform in Bayern wurde Linden am 1. Januar 1972 in Obertrubach eingemeindet.

## Verkehr
Die Anbindung an das öffentliche Straßennetz wird durch die Staatsstraße 2191 hergestellt, die aus dem Südsüdwesten vom unmittelbar angrenzenden Geschwand kommend in nordöstlicher Richtung über Leimersberg nach Kleingesee weiterverläuft.